# Вокша
Вокша (алб. Voksh) је насељено место у општини Дечани, на Косову и Метохији. Према попису становништва из 2011. у насељу је живело 570 становника.

## Географија
Овде се налази Споменик природе „Стабло питомог кестена у атару села Вокшa“.

## Становништво
Према попису из 2011. године, Вокша има следећи етнички састав становништва:
| Националност | 2011.         |
| Албанци      | 570 (100,00%) |
| Укупно       | 570           |

| Демографија | Демографија | Демографија |
| Година      | Становника  | Становника  |
| ----------- | ----------- | ----------- |
| 1948.       | 337         |             |
| 1953.       | 362         |             |
| 1961.       | 407         |             |
| 1971.       | 468         |             |
| 1981.       | 565         |             |
| 1991.       | 622         |             |
| 2011.       | 570         |             |